# Rio dei Miracoli

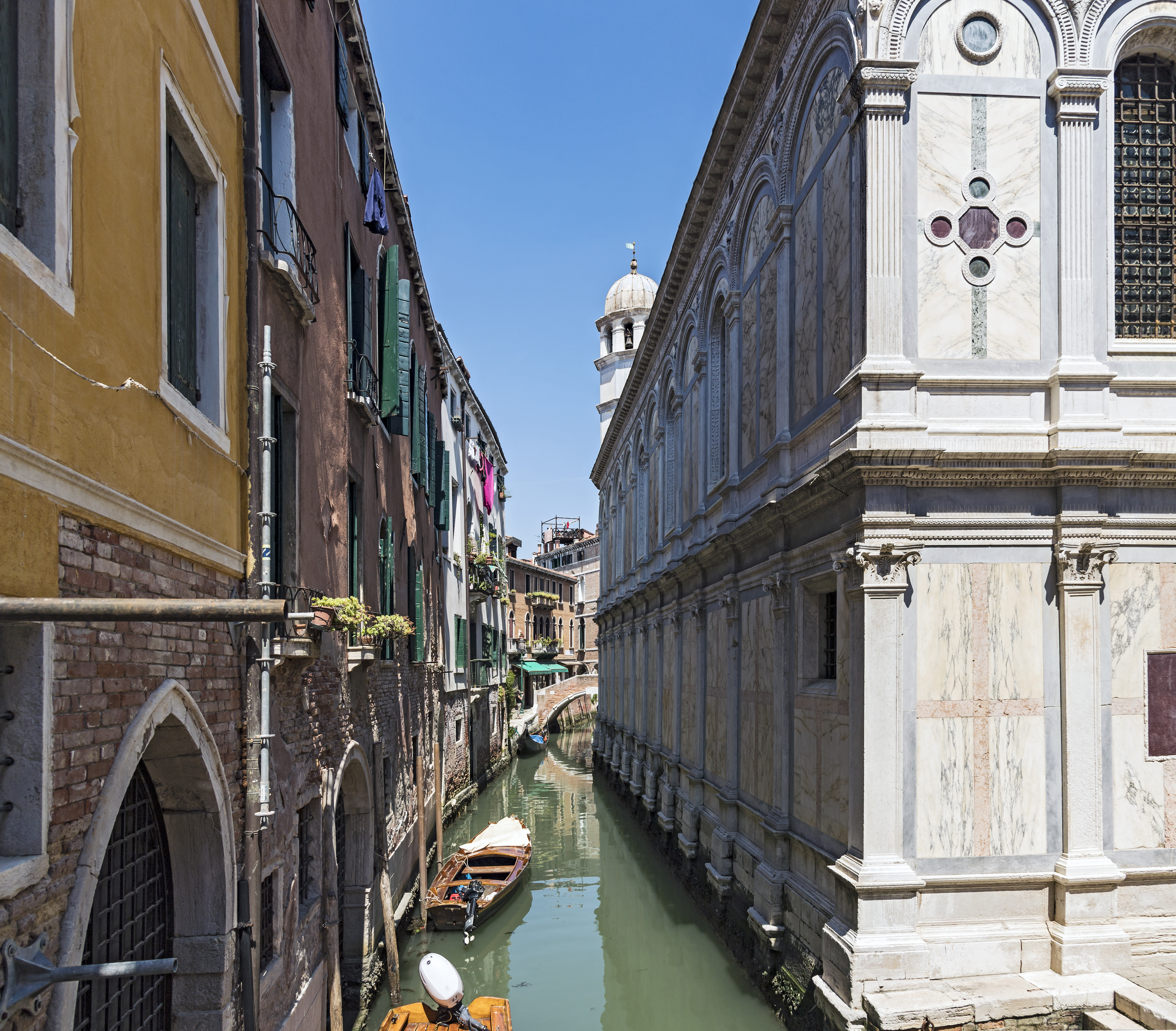
Le rio vu du pont Dei Miracoli

Le rio dei Miracoli est un canal de Venise dans le sestiere de Cannaregio en Italie.

## Description
Le rio dei Miracoli a une longueur de 118 m. Il prolonge le rio de San Lio à son croisement avec les rio de San Giovanni Crisostomo et de Santa Marina vers le nord pour se terminer dans le rio de Ca'Widmann.

## Toponymie et situation
- Ce canal longe l'église Santa Maria dei Miracoli, qui lui donne son nom.

## Ponts
Ce canal est traversé par deux ponts, du sud au nord:

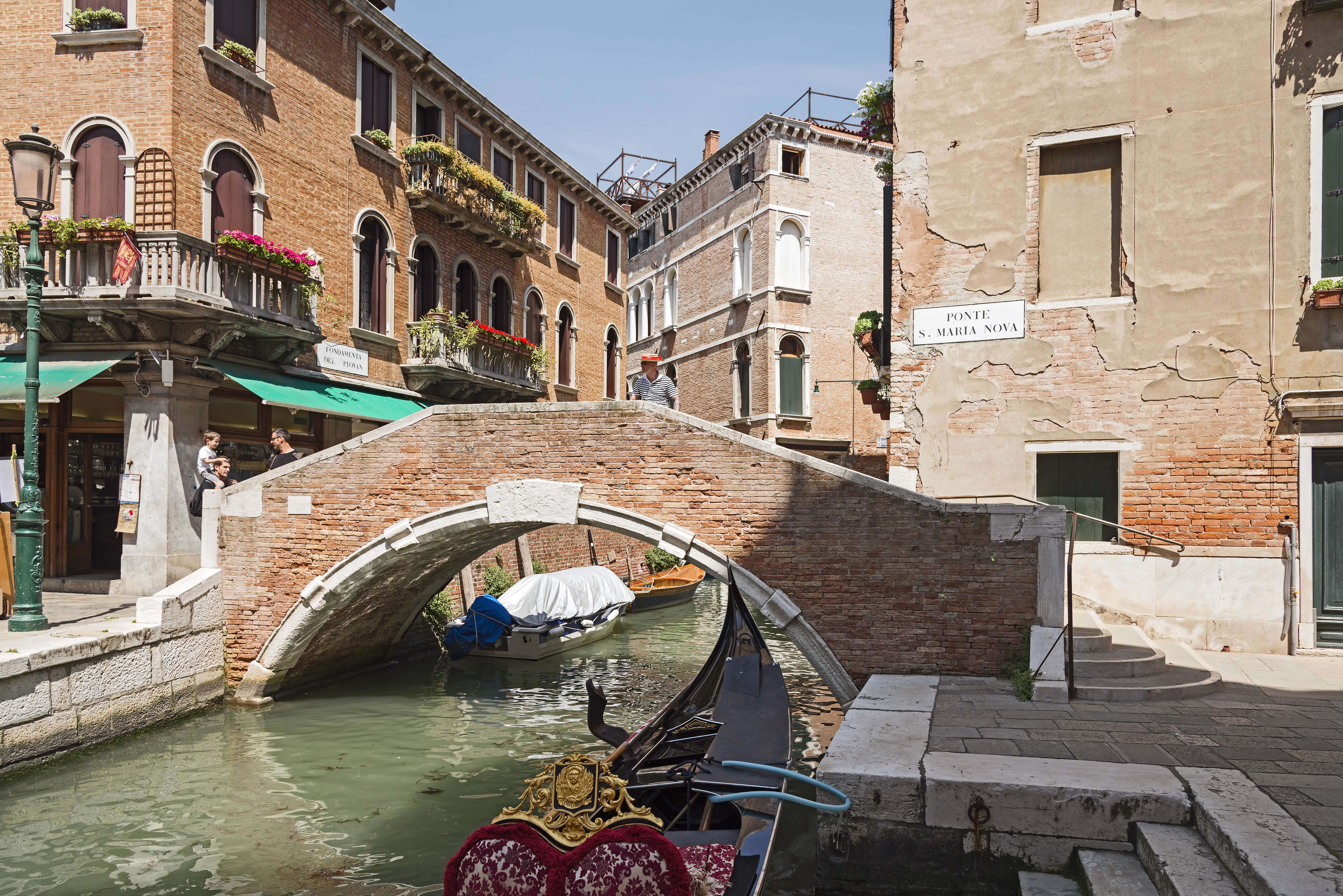
le ponte Santa Maria Nova, reliant le campo homonyme et le campiello dei Miracoli
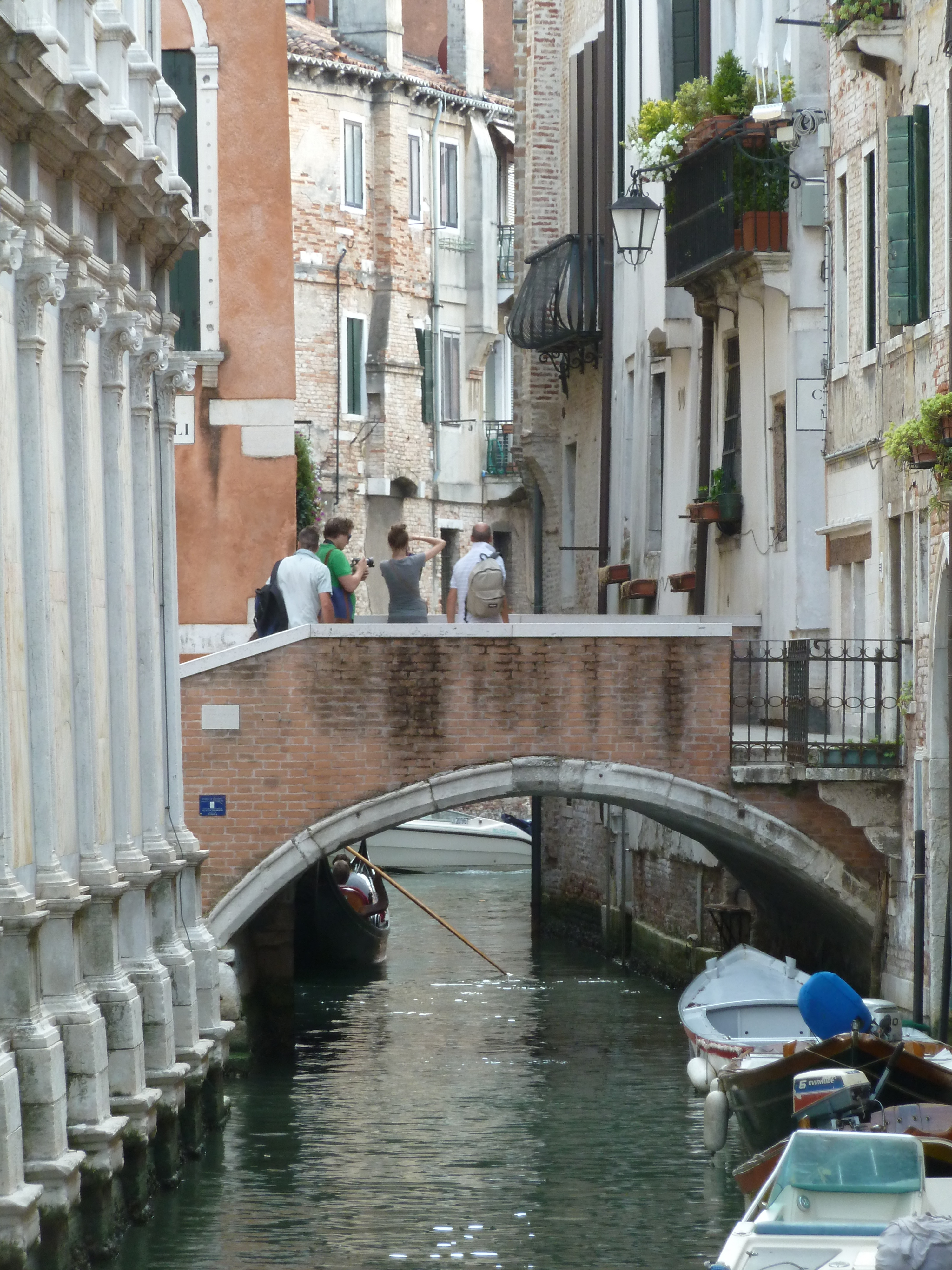
le ponte dei Miracoli, reliant campo et église homonyme à la calle Boldù